# Henrique Vieira
Henrique dos Santos Vieira Lima, mais conhecido como Pastor Henrique Vieira (Niterói, 15 de abril de 1987), é um ator, poeta, professor, pastor batista e político brasileiro, filiado ao Partido Socialismo e Liberdade (PSOL). Nas eleições de 2022, foi eleito deputado federal pelo Rio de Janeiro com 53.933 votos. É pastor da Igreja Batista do Caminho na capital fluminense e foi vereador da cidade de Niterói entre os anos de 2013 e 2017.
É autor de dois livros: O amor como revolução (Editora Objetiva, 2019) e O monge e o pastor em coautoria com o teólogo Marcelo Barros (Editora Objetiva, 2020). Como ator, participou do filme Marighella, dirigido por Wagner Moura, interpretando um frei dominicano. Também teve participação no álbum AmarElo, do rapper Emicida.

## Biografia
Filho de uma professora e um alfaiate, Henrique nasceu e cresceu no bairro Fonseca da cidade de Niterói. Estudou boa parte de sua vida no Colégio Estadual Joaquim Távora, localizado no bairro de Icaraí, e parte de sua adolescência viveu no bairro Santa Rosa, na mesma cidade.
Durante a adolescência sofreu uma grave inflamação do nervo óptico e perdeu boa parte da sua visão por cerca de dois anos quando ele tinha 16 anos de idade. Mesmo após tratamentos, não foi possível restabelecê-la completamente, tendo permanecido apenas a visão periférica. Esses fatos dificultaram os estudos do pastor para o vestibular, mas não o impediram de conseguir posteriormente se formar em História, Sociologia e Teologia de forma praticamente simultânea. Posteriormente, deu aulas de História para colégios na cidade de Niterói.
Em 2016, quando deixou de ser vereador pela cidade de Niterói, mudou-se do bairro Santa Rosa para o Rio de Janeiro.
Tem uma filha chamada Maria.

### Ministério
Henrique cresceu ao redor de pais, avós e bisavós evangélicos batistas, o que frutificou seu interesse pelo evangelho desde cedo de modo que, durante a adolescência, ele passou a frequentar a Primeira Igreja batista de Niterói. Em 2009 tornou-se seminarista de uma congregação desta mesma igreja. Cerca de três anos depois, junto a um grupo de jovens, fundou a Igreja Batista do Caminho, que é uma igreja de caráter itinerante entre a cidade do Rio de Janeiro e Niterói. Por lá, Henrique coordenou projetos de recolhimento de doações de pequenos agricultores do Estado destinados a famílias vulneráveis do Morro da Providência, além de participar do projeto de vestibular comunitário que auxilia jovens da região a entrarem em universidades públicas.
Referências importantes que o motivaram a se tornar pastor foram o norte-americano Martin Luther King Jr. e o bispo católico Dom Hélder Câmara, mas além deles, o pastor toma como inspiração o Frei Tito, Frei Betto, a irmã Dorothy Stang, Francisco de Assis e Teresa de Ávila. Segundo o pastor, ele já foi alvo de ataques tanto dos campos progressistas quanto de religiosos, já que ele transita pelos dois campos.

## Atividade política
Foi após o contato com o ex-deputado federal Marcelo Freixo, que foi professor de História de Henrique no Ensino Médio, que passou a combinar o cristianismo com a ideia de justiça social.
No ano de 2012, candidatou-se ao cargo de vereador em Niterói, tendo sido eleito com cerca de 2.878 votos pelo PSOL. Durante o mandato foi presidente da Comissão do Meio Ambiente da Câmara de Vereadores, participou de uma CPI sobre transportes e tentou, sem sucesso, criar uma outra CPI que buscava investigar uso de verbas públicas destinadas para assistência aos desabrigados nas chuvas de 2010 na cidade.
Em 2018, torna-se conselheiro do Instituto Vladimir Herzog, após a sua aproximação por meio da coordenação de um projeto que buscava combater as manifestações de ódio e fortalecer a cultura de direitos humanos no país.
No ano de 2022 torna-se um dos cinco deputados federais eleitos no Estado do Rio de Janeiro pelo PSOL, obtendo 53.933 votos.

## Desempenho eleitoral
| Ano  | Eleição                    | Cargo            | Partido | Coligação                      | Votos          | Resultado                |
| ---- | -------------------------- | ---------------- | ------- | ------------------------------ | -------------- | ------------------------ |
| 2012 | Municipal de Niterói       | Vereador         | PSOL    | Mudança de Verdade (PSOL, PCB) | 2.878 (1,04%)  | Eleito                   |
| 2016 | Municipal de Niterói       | Vereador         | PSOL    | Mudança de Verdade (PSOL, PCB) | 3.457 (1,36%)  | Não eleito (1º suplente) |
| 2022 | Estadual no Rio de Janeiro | Deputado Federal | PSOL    | Federação PSOL REDE            | 53.933 (0,62%) | Eleito                   |